# 兩西西里的路易莎·卡洛塔
兩西西里的路易莎·卡洛塔（義大利語：Luisa Carlotta di Borbone-Due Sicilie，1804年10月24日—1844年1月29日），兩西西里國王法蘭西斯科一世的次女。

## 家庭
1819年，路易莎·卡洛塔與舅舅法蘭西斯科·德·保拉結婚，兩人共有3子5女：
1. 伊莎貝爾·費爾南達（英语：Infanta Isabel Fernanda of Spain）（1821年—1897年）
2. 法蘭西斯科（1822年—1902年），西班牙女王伊莎貝拉二世的丈夫
3. 恩里克（英语：Infante Enrique, Duke of Seville）（1823年—1870年），塞維利亞公爵
4. 路易莎·特蕾莎（1824年—1900年）
5. 約瑟法·費爾南達（英语：Infanta Josefina Fernanda of Spain）（1827年—1910年）
6. 費爾南多（1832年—1854年）
7. 瑪麗亞·克里斯蒂娜（英语：Infanta María Cristina of Spain (1833–1902)）（1833年—1932年）
8. 艾瑪莉亞（英语：Infanta Amalia of Spain）（1834年—1905年）